# Sachsengold (Kaninchenrasse)

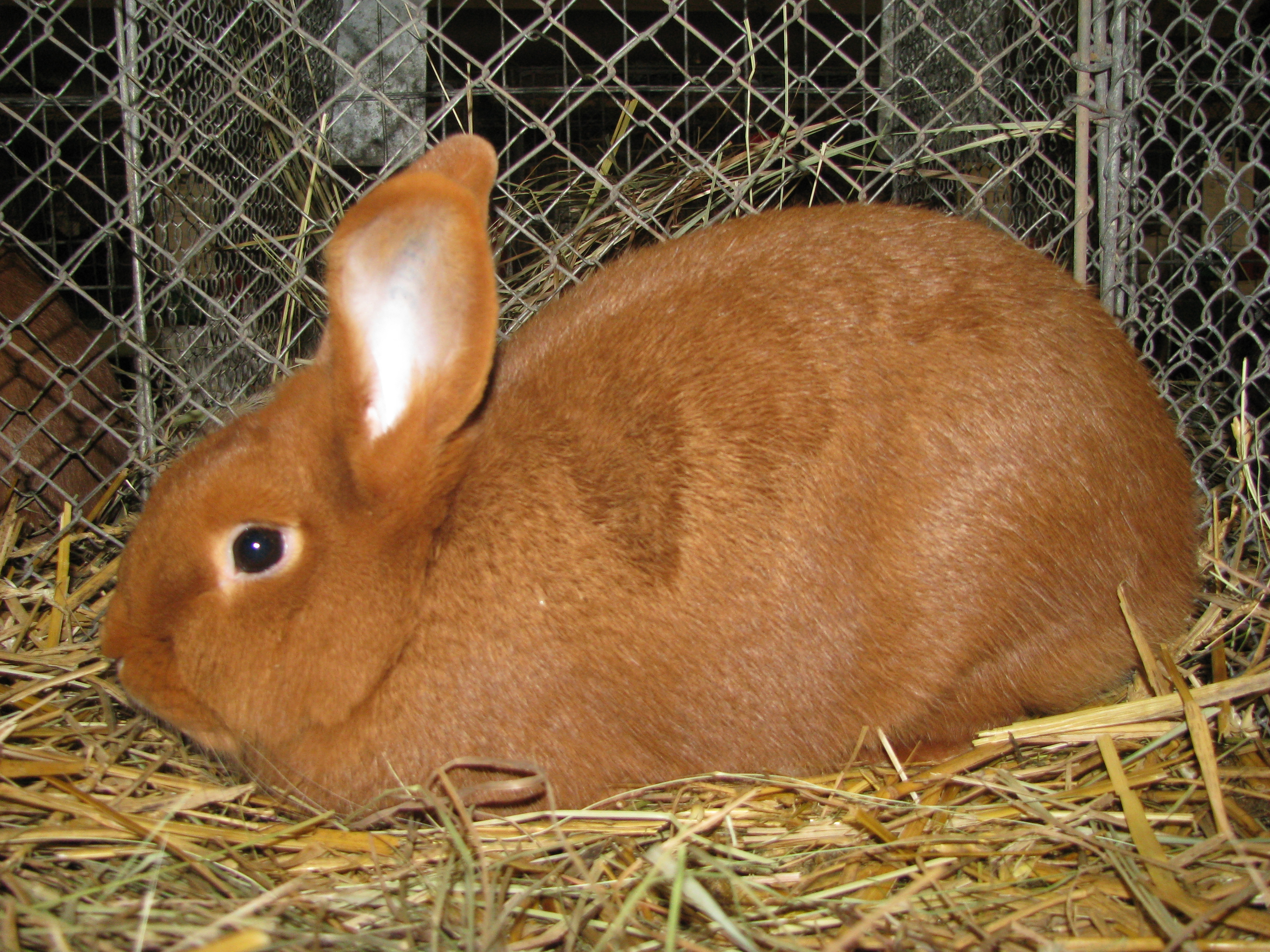
Sachsengoldkaninchen

Das Sachsengold oder Sachsengoldkaninchen ist eine kleine leuchtend rotgelb gefärbte Kaninchenrasse von etwa 3 (2,75–3,25) kg Gewicht.
Es handelt sich um ein gelbwildfarbiges Kaninchen mit ausgeprägter Wirkung von Gelbverstärkern.
Die entsprechenden Erbformel lautet:

AbCDGy1y2... (Deutsche Symbolik) bzw. ABCDe (Englische Symbolik)
Die gleiche Farbe findet man bei Roten Farbenzwergen sowie beim Roten Neuseeländer.
Seinen Namen erhielt das Sachsengoldkaninchen nach seinem Herkunftsland Sachsen und seiner goldgelben Farbe.

## Geschichte des Sachsengoldkaninchens
Das Sachsengoldkaninchen wurde von Richard Bennack aus Röhrsdorf bei Meißen und dessen Sohn herausgezüchtet. Bennack begann bereits 1925 mit der Herauszüchtung eines leuchtend gelben Kaninchens. Er begann die Zucht nach Angaben von Joppich mit einem strohgelben Rammler einer landläufigen Kreuzung sowie einer „fast gelben“ Japanerkaninchenhäsin. Später wurden, um die gelbe Farbe zu verstärken, Gelbsilber, Hasenkaninchen, sowie Lohkaninchen eingekreuzt, letzteren verdankt das Sachsengoldkaninchen seine leuchtend rotgelbe Farbe. Erstmals wurden Sachsengoldkaninchen 1952 vorgestellt, 1961 erfolgte die Anerkennung als Rasse.
Sachsengoldkaninchen sind heute regelmäßig auf Ausstellungen zu sehen.

## Ähnliche Rassen
Das Rote Neuseeländerkaninchen zeigt die gleiche Fellfarbe, ist jedoch mit 4–5 kg deutlich größer.
Joppich erwähnt eine wieder ausgestorbene Rasse namens Karlsbader Goldloh, die von einem gewissen Friedrich Mader etwa zwischen dem Ersten und Zweiten Weltkrieg herausgezüchtet wurde, aber wieder verschwand. Genetisch entsprach sie wahrscheinlich dem Thrianta.
Rot von der Farbe des Sachsengoldkaninchens ist bei diversen weiteren Rassen ein anerkannter Farbenschlag.
Kaninchen vom Typ des Sachsengold wurden etwa gleichzeitig mindestens noch in den Niederlanden und Tschechien gezüchtet. Das Verhältnis der Rassen untereinander beschreibt Fingerland.
Der niederländische Standard kennt das Thrianta, eine ebenfalls rotgelbe, kleine Kaninchenrasse die bereits 1940 vorläufig anerkannt, ab 1971 in den Niederlanden als Rasse anerkannt wurde. Als Herkunftsland werden die Niederlande angegeben. Als deutscher Name dieser Rasse wird zwar Sachsengold aufgeführt, allerdings entspricht die im niederländischen Standard gezeigte Erbformel:

AcCDgoy1y2... (Deutsche Symbolik) bzw. atBCDe (Englische Symbolik)

einem Lohkaninchen mit gelber Deckfarbe.
Fingerland beschreibt, dass diese Rasse von Andrea aus Assen gezüchtet wurde, später erfolgte das Einkreuzen von Sachsengold. Die Rasse wechselte mehrmals ihren Namen, bis sie 1977 endgültig als Thrianta in den Standard übernommen wurde.
Das Tschechische Rote Kaninchen wurde von Theodor Svoboda aus Prag aus gelben „Stallkaninchen“ unter Verwendung von Lohkaninchen herausgezüchtet. Nachdem er die Rasse 1950 zum ersten Mal vorstellte, erfolgte die Anerkennung 1959.